# Juegos Olímpicos de Atlanta 1996

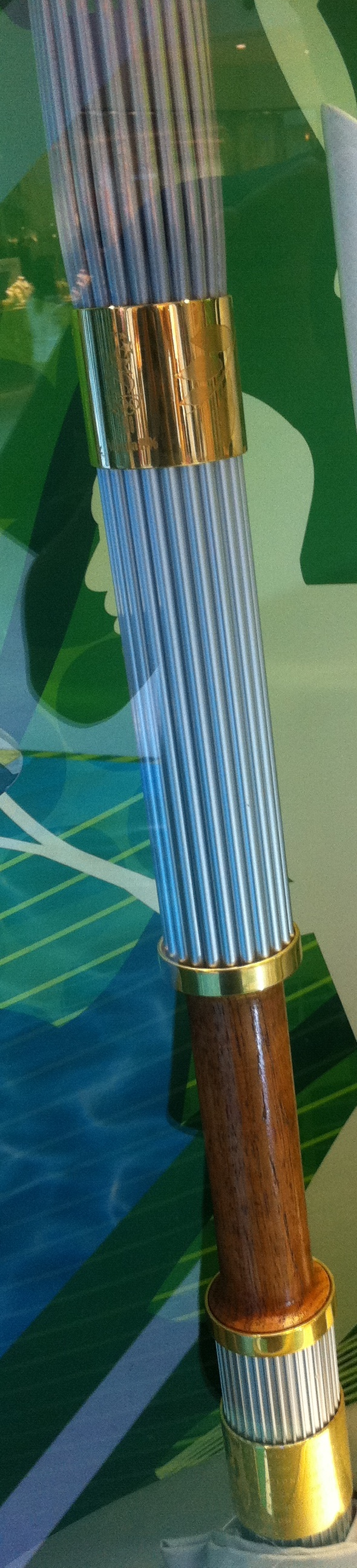
Antorcha Olímpica Atlanta 1996.

Los Juegos Olímpicos de Atlanta 1996, oficialmente conocidos como los Juegos de la XXVI Olimpiada e informalmente como los Centennial Olympic Games (en español: Juegos Olímpicos del Centenario), se celebraron en Atlanta, Estados Unidos, entre el 19 de julio y el 4 de agosto de 1996. Participaron 10 318 atletas (6806 hombres y 3512 mujeres) de 197 países, compitiendo en 26 deportes y 271 especialidades.
Estados Unidos ha organizado, además de esta edición, los Juegos Olímpicos de Verano en 1904, 1932 y 1984. Esos juegos se celebraron 100 años después de las primeras en la era moderna, Atenas 1896. Atlanta se convirtió en la tercera ciudad estadounidense en celebrar los Juegos Olímpicos de verano.
Se usó como tema musical oficial Puedes Llegar, versión en español del sencillo "Reach" de Gloria Estefan, interpretado por ella misma y acompañada de cantantes como Roberto Carlos, José Luis Rodríguez, Julio Iglesias, Jon Secada, Ricky Martin, Carlos Vives, Patricia Sosa, Plácido Domingo y Alejandro Fernández.

## Proceso de selección
Atlanta fue seleccionada como sede olímpica el 18 de septiembre de 1990 en la ciudad japonesa de Tokio.
En 1996 se cumplieron 100 años de los primeros Juegos Olímpicos de la Era Moderna y Atenas presentó su candidatura para albergar esta Olimpiada, la mayoría de las opiniones y preferencias se inclinaron a la candidatura ateniense puesto que hubiera sido el marco ideal para celebrar dicho centenario en un ambiente de humanidad y mitología que ofrecía la ciudad como la cuna y capital mundial del Olimpismo cuyos lugares históricos también fueron los escenarios en los que el mundo los vio renacer para la época contemporánea en 1896. Sin embargo la desconfianza por una impuntualidad en cuanto a la construcción de las instalaciones e infraestructuras deportivas, así como el sistema de rotación continental (puesto que Barcelona, España, ya había sido elegida sede de los Juegos de 1992), hizo que el Comité Olímpico Internacional se decidiera por la ciudad estadounidense en las últimas rondas de votación, optando por la seguridad en todos sus sentidos que tenía la candidatura de Atlanta; aun así la decisión no estuvo exenta de polémica y críticas severas días después de la votación. La exministra de Cultura Melina Mercouri resumió la decepción griega con una famosa frase: "La Coca-Cola ha ganado al Partenón".
Atenas presentó nuevamente su candidatura y organizó de nuevo los Juegos Olímpicos por segunda vez en 2004.
| XXVI Juegos Olímpicos de 1996                                                         | XXVI Juegos Olímpicos de 1996  | XXVI Juegos Olímpicos de 1996 | XXVI Juegos Olímpicos de 1996 | XXVI Juegos Olímpicos de 1996 | XXVI Juegos Olímpicos de 1996 | XXVI Juegos Olímpicos de 1996 | XXVI Juegos Olímpicos de 1996 |
| ------------------------------------------------------------------------------------- | ------------------------------ | ----------------------------- | ----------------------------- | ----------------------------- | ----------------------------- | ----------------------------- | ----------------------------- |
| 96.ª Sesión del Comité Olímpico Internacional 18 de septiembre de 1990, Tokio (Japón) |                                |                               |                               |                               |                               |                               |                               |
| Ciudad                                                                                | País                           | País                          | Votación                      | Votación                      | Votación                      | Votación                      | Votación                      |
| Atlanta                                                                               | Bandera de Estados Unidos      | Estados Unidos                | 19                            | 20                            | 26                            | 34                            | 51                            |
| Atenas                                                                                | Bandera de Grecia              | Grecia                        | 23                            | 23                            | 26                            | 30                            | 35                            |
| Toronto                                                                               | Bandera de Canadá              | Canadá                        | 14                            | 17                            | 18                            | 22                            | —                             |
| Melbourne                                                                             | Bandera de Australia           | Australia                     | 12                            | 21                            | 16                            | —                             | —                             |
| Mánchester                                                                            | Bandera del Reino Unido        | Reino Unido                   | 11                            | 5                             | —                             | —                             | —                             |
| Belgrado                                                                              | Bandera de Serbia y Montenegro | Yugoslavia                    | 7                             | —                             | —                             | —                             | —                             |

## Antorcha olímpica
- Diseñador: Malcolm Grear[6]
- Fecha: del 30 de marzo al 19 de julio de 1996 (el recorrido en Estados Unidos comenzó el 27 de abril)
- Kilometraje: 29 016 kilómetros
- Cantidad de relevistas: 13 267
- Ruta: Olimpia - Atenas ( Grecia) - Los Ángeles - Las Vegas - San Francisco - Seattle - Salt Lake City - Denver - Dallas - San Luis - Mineápolis - Chicago - Detroit - Boston - Nueva York - Filadelfia - Washington - Birmingham - Miami - Atlanta ( Estados Unidos)[7][8]

## Países participantes

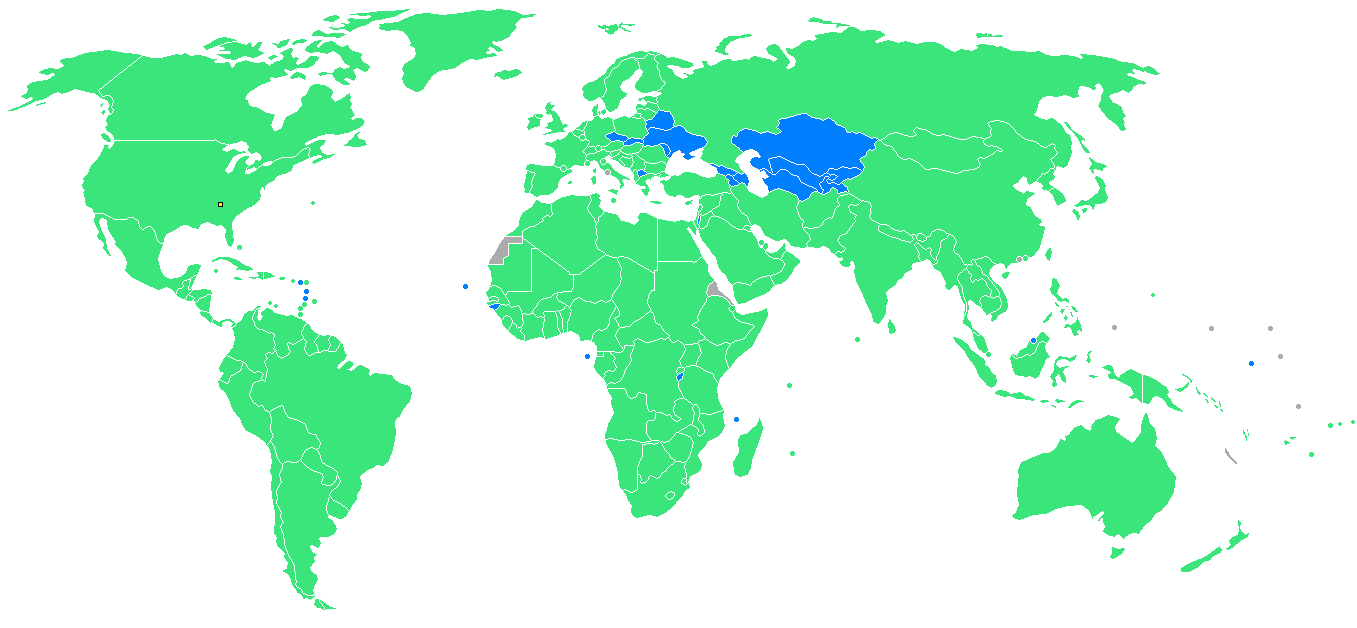
Países participantes (azul para debutantes)

El número de países aumentó tras la caída de la Unión Soviética en 1991. Los países que en Barcelona 1992 participaron en el Equipo Unificado ahora lo harían por separado. Rusia compitió como país separado por primera vez desde las Olimpiadas de 1912, y fue la primera vez que todos los países que integraban en ese momento el COI participaban en las Olimpiadas.
Las 14 naciones que hicieron su debut en los Juegos Olímpicos fueron Azerbaiyán, Burundi, Cabo Verde, Comoras, Dominica, Guinea-Bisáu, Nauru, Palestina, República de Macedonia, San Cristóbal y Nieves, Santa Lucía, Santo Tomé y Príncipe, Tayikistán y Turkmenistán.
Por otra parte, se incorporan tras su debut en los Juegos Olímpicos de Invierno de 1994 los países de Armenia, Bielorrusia, Eslovaquia, Georgia, Kazajistán, Kirguistán, Moldavia, República Checa, Ucrania y Uzbekistán.
Estos son los países que participaron en estas olimpiadas:
| Lista de equipos participantes (cantidad de atletas) | Lista de equipos participantes (cantidad de atletas) | Lista de equipos participantes (cantidad de atletas) |
| --- | --- | --- |
| - Afganistán (AFG) (1) - Albania (ALB) (7) - Alemania (GER) (465) - Andorra (AND) (8) - Angola (ANG) (28) - Antigua y Barbuda (ANT) (13) - Antillas Neerlandesas (AHO) (6) - Arabia Saudita (KSA) (29) - Argelia (ALG) (45) - Argentina (ARG) (178) - Armenia (ARM) (32) - Aruba (ARU) (3) - Australia (AUS) (424) - Austria (AUT) (72) - Azerbaiyán (AZE) (23) - Bahamas (BAH) (26) - Bangladés (BAN) (4) - Barbados (BAR) (13) - Baréin (BRN) (5) - Bélgica (BEL) (61) - Belice (BIZ) (5) - Benín (BEN) (5) - Bermudas (BER) (9) - Bielorrusia (BLR) (157) - Birmania (MYA) (3) - Bolivia (BOL) (8) - Bosnia y Herzegovina (BIH) (9) - Botsuana (BOT) (7) - Brasil (BRA) (225) - Brunéi (BRU) (1) - Bulgaria (BUL) (110) - Burkina Faso (BUR) (5) - Burundi (BDI) (7) - Bután (BHU) (2) - Cabo Verde (CPV) (4) - Camboya (CAM) (5) - Camerún (CMR) (15) - Canadá (CAN) (303) - Chad (CHA) (4) - Chile (CHI) (21) - China (CHN) (294) - China Taipéi (TPE) (74) - Chipre (CYP) (17) - Colombia (COL) (48) - Comoras (COM) (4) - Congo (CGO) (5) - Corea del Norte (PRK) (24) - Corea del Sur (KOR) (300) - Costa de Marfil (CIV) (11) - Costa Rica (CRC) (11) - Croacia (CRO) (84) - Cuba (CUB) (164) - Dinamarca (DEN) (119) - Dominica (DMA) (6) - Ecuador (ECU) (19) - Egipto (EGY) (29) - El Salvador (ESA) (7) - Emiratos Árabes Unidos (UAE) (4) - Eslovaquia (SVK) (71) - Eslovenia (SLO) (37) - España (ESP) (294) - Estados Unidos (USA) (646) - Estonia (EST) (43) - Etiopía (ETH) (18) - Filipinas (PHI) (12) - Finlandia (FIN) (67) | - Fiyi (FIJ) (17) - Francia (FRA) (299) - Gabón (GAB) (7) - Gambia (GAM) (9) - Georgia (GEO) (34) - Ghana (GHA) (35) - Granada (GRN) (5) - Grecia (GRE) (121) - Guam (GUM) (8) - Guatemala (GUA) (26) - Guinea (GUI) (5) - Guinea-Bisáu (GBS) (3) - Guinea Ecuatorial (GEQ) (5) - Guyana (GUY) (7) - Haití (HAI) (7) - Honduras (HON) (7) - Hong Kong (HKG) (23) - Hungría (HUN) (214) - India (IND) (49) - Indonesia (INA) (40) - Irak (IRQ) (3) - Irán (IRI) (18) - Irlanda (IRL) (78) - Islandia (ISL) (9) - Islas Caimán (CAY) (9) - Islas Cook (COK) (3) - Islas Salomón (SOL) (1) - Islas Vírgenes Americanas (ISV) (12) - Islas Vírgenes Británicas (IVB) (7) - Israel (ISR) (25) - Italia (ITA) (346) - Jamaica (JAM) (45) - Japón (JPN) (306) - Jordania (JOR) (5) - Kazajistán (KAZ) (96) - Kenia (KEN) (52) - Kirguistán (KGZ) (33) - Kuwait (KOS) (25) - Laos (LAO) (5) - Lesoto (LES) (9) - Letonia (LAT) (48) - Líbano (LIB) (1) - Liberia (LBR) (5) - Libia (LBA) (5) - Liechtenstein (LIE) (2) - Lituania (LTU) (61) - Luxemburgo (LUX) (6) - Madagascar (MAD) (11) - Malasia (MAS) (35) - Malaui (MAW) (2) - Maldivas (MDV) (6) - Malí (MLI) (3) - Malta (MLT) (7) - Marruecos (MAR) (34) - Mauricio (MRI) (26) - Mauritania (MTN) (4) - México (MEX) (97) - Moldavia (MDA) (40) - Mónaco (MON) (3) - Mongolia (MGL) (16) - Mozambique (MOZ) (3) - Namibia (NAM) (8) - Nauru (NRU) (3) - Nepal (NEP) (6) - Nicaragua (NCA) (26) | - Níger (NIG) (3) - Nigeria (NGR) (65) - Noruega (NOR) (98) - Nueva Zelanda (NZL) (97) - Omán (OMA) (4) - Países Bajos (NED) (235) - Pakistán (PAK) (24) - Palestina (PLE) (2) - Panamá (PAN) (7) - Papúa Nueva Guinea (PNG) (11) - Paraguay (PAR) (7) - Perú (PER) (29) - Polonia (POL) (165) - Portugal (POR) (106) - Puerto Rico (PUR) (69) - Qatar (QAT) (12) - Reino Unido (GBR) (300) - República Centroafricana (CAF) (5) - República Checa (CZE) (115) - República Dominicana (DOM) (16) - República de Macedonia (MKD) (11) - Ruanda (RWA) (4) - Rumania (ROU) (165) - Rusia (RUS) (390) - Samoa (SAM) (5) - Samoa Americana (ASA) (7) - San Cristóbal y Nieves (SKN) (10) - San Marino (SMR) (1) - San Vicente y las Granadinas (VIN) (8) - Santa Lucía (LCA) (6) - Santo Tomé y Príncipe (STP) (2) - Senegal (SEN) (11) - Seychelles (SEY) (9) - Sierra Leona (SLE) (14) - Singapur (SIN) (14) - Siria (SYR) (7) - Somalia (SOM) (4) - Sri Lanka (SRI) (9) - Suazilandia (SWZ) (6) - Sudáfrica (RSA) (84) - Sudán (SUD) (4) - Suecia (SWE) (177) - Suiza (SUI) (114) - Surinam (SUR) (7) - Tailandia (THA) (37) - Tanzania (TAN) (7) - Tayikistán (TJK) (8) - Togo (TOG) (5) - Tonga (TGA) (5) - Trinidad y Tobago (TRI) (12) - Túnez (TUN) (51) - Turkmenistán (TKM) (7) - Turquía (TUR) (53) - Ucrania (UKR) (231) - Uganda (UGA) (10) - Uruguay (URU) (14) - Uzbekistán (UZB) (71) - Vanuatu (VAN) (4) - Venezuela (VEN) (39) - Vietnam (VIE) (6) - Yemen (YEM) (4) - Yibuti (DJI) (5) - Yugoslavia (YUG) (68) - Zaire (ZAI) (14) - Zambia (ZAM) (8) - Zimbabue (ZIM) (13) |

## Sedes e instalaciones

### En Atlanta
- Centennial Olympic Stadium - Atletismo. Estadio Olímpico con capacidad para 80 000 espectadores.
- Atlanta-Fulton County Stadium - béisbol.
- Alexander Memorial Coliseum - boxeo.
- Georgia Dome - baloncesto, balonmano, gimnasia artística.
- Georgia International Horse Park - Equitación, ciclismo de montaña.
- Lago Lanier - remo y canoa.
- Georgia World Congress Center - esgrima, judo, balonmano, tenis de mesa, halterofilia, lucha.
- Georgia Tech Campus Recreation Center - natación, clavados, natación sincronizada, waterpolo.
- Golden Park - softbol.
- Rio Ocoee - piragüismo.
- Sanford Stadium - fútbol.
- Stone Mountain Tennis Center - tenis.
- The Omni - baloncesto, voleibol.

En la ciudad de Jonesboro, dentro del Estado de Georgia, se disputó la competición de vóley playa.

### Fuera de Atlanta
- Estadio Citrus Bowl (Orlando, Florida) - fútbol.
- Legion Field (Birmingham, Alabama) - fútbol.
- Miami Orange Bowl (Miami, Florida) - fútbol.
- Robert F. Kennedy Memorial Stadium (Washington D. C., Columbia) - fútbol.
- Río Savannah (Savannah, Georgia) - yachting.
- Stegeman Coliseum (Athens, Georgia) - gimnasia rítmica, voleibol.

## Desarrollo
Los XXVI Juegos Olímpicos se inauguraron el 19 de julio de 1996, en el Centennial Olympic Stadium ante más de 80.000 personas. El juramento olímpico corrió a cargo de la baloncestista Teresa Edwards por parte de los deportistas y de Hobie Billingsley por parte de los jueces, y el pebetero fue encendido por Muhammad Ali, el boxeador estadounidense que fue medalla de oro en Roma 1960.
Los Juegos transformaron la ciudad de Atlanta profundamente, llevándola a una modernización de infraestructuras y nuevas instalaciones deportivas. La Villa Olímpica constituyó posteriormente una zona residencial y equipamientos para el Instituto Tecnológico de Georgia. Al término de los Juegos, el Centennial Olympic Stadium fue destruido y sustituido por un campo de béisbol que ocupa parte de los terrenos del anterior Estadio Olímpico.
Atlanta 1996 no usó dinero público para financiar los Juegos, al igual que se hizo en Los Ángeles 1984. Sin embargo, fueron las primeras olimpiadas donde toda la financiación se realizó mediante las ventas de entradas, publicidad, patrocinios e inversiones privadas. A diferencia del evento de 1984 donde se logró una rentabilidad por valor de 250 millones de dólares, los beneficios de Atlanta '96 fueron tan solo de 10 millones.
Al término del evento se realizaron varias críticas como un excesivo comercialismo, en el que la ciudad de Atlanta compitió con el COI a la hora de generar ingresos permitiendo la presencia y establecimiento de empresas que no patrocinaban los Juegos. En la ceremonia de clausura, Juan Antonio Samaranch felicitó en su discurso a la ciudad y declaró a los Juegos como "los más excepcionales", sin decir que fueron "los mejores" como hiciera en Barcelona 1992, y 4 años después en Sídney 2000. Otras de las críticas realizadas fueron la saturación de la Villa Olímpica o la falta de una red de transportes preparada para la ocasión.

### Mascota
Izzy fue la mascota de las Olimpiadas de Atlanta. Creado en 1991 por el diseñador gráfico John Ryan, fue presentada al mundo en la clausura de Barcelona 1992 durante la presentación de Atlanta como la ciudad sucesora y con el nombre de "Whatizit" (Nombre basado en la frase "What is it?", Qué es esto) y era una especie de sapo azul, diseñado por ordenador.
La recepción de la nueva mascota fue pésima desde su presentación, y ante el rechazo de cambiarla la organización de las Olimpiadas pidió a su creador un rediseño del personaje, aplicándole una aptitud más atlética y algunos cambios superfluos. En octubre de 1995 se presentó la versión definitiva, conocida como "Izzy", y la mascota quedaba terminada. Izzy no gozó de la misma popularidad que Cobi durante sus Juegos Olímpicos, siendo menos promocionada por la organización del evento alegando que la mascota estaba enfocada especialmente "al público infantil", con el final de los Juegos pasó inmediatamente al olvido.

### Incidentes
Los Juegos de Atlanta sufrieron un atentado terrorista. El 27 de julio de 1996 una bomba situada en el Parque Olímpico del Centenario estalló, causando la muerte de 2 personas y centenares de heridos. El gobierno estadounidense condenó el ataque y se criticó la falta de seguridad en los alrededores.

## Momentos destacados
Durante la celebración de los Juegos Olímpicos de 1996 se contó con la presencia de 10.318 atletas (3.512 mujeres, 6.806 hombres), y se produjeron 11 récords absolutos y 51 olímpicos. Estados Unidos copó el medallero con 101 metales.
Se admitieron nuevos deportes en la cita olímpica, produciéndose así el debut del softbol, vóley playa y ciclismo de montaña. Asimismo, se añadieron como nuevas categorías femeninas el remo y el fútbol. También se produjo el debut de la modalidad de conjuntos dentro de la gimnasia rítmica. No hubo deportes de exhibición.

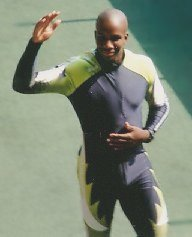
Donovan Bailey, vencedor en los 100 metros lisos.

En la categoría de atletismo, el canadiense Donovan Bailey venció en los 100 metros lisos, estableciendo un nuevo récord en 9.84 segundos. Michael Johnson ganó en 200 y 400 metros, estableciendo también un récord mundial en 200 metros. La atleta francesa Marie-Jose Perec realizó una hazaña similar a la de Johnson en la categoría femenina. En la caminata el esperado duelo entre españoles, mexicanos y rusos terminó en una gran sorpresa cuando el marchista ecuatoriano Jefferson Pérez lograría un oro en la categoría de 20 km marcha convirtiéndose en el primer atleta de Ecuador en obtener una presea dorada en Juegos Olímpicos. En salto de longitud el atleta Carl Lewis, con 35 años de edad, logró la cuarta medalla de oro en su historia. Se batieron 2 records mundiales y 12 olímpicos.
En baloncesto hubo un dominio completo estadounidense. La selección masculina de 1996 consiguió el oro venciendo a Yugoslavia. El combinado de Atlanta trató de emular el mítico Dream Team que logró la medalla de oro en Barcelona 1992, contando con la presencia de Charles Barkley, Shaquille O'Neal, Grant Hill, Karl Malone y John Stockton entre otros jugadores de la NBA. En la categoría femenina, Estados Unidos consiguió el oro en el año previo al establecimiento de la WNBA.
En béisbol el equipo de Cuba consiguió la medalla de oro al vencer a Japón, en un triunfo significativo al producirse en territorio estadounidense. La victoria en softbol fue para Estados Unidos.
En los deportes de combate, la categoría de judo contó con un dominio de los países asiáticos, especialmente de Japón y Corea del Sur, en el medallero. En lucha destaca el oro de Kurt Angle, mientras que en boxeo destacaron estadounidenses y cubanos.
También se admitió la participación de ciclistas profesionales en las Olimpiadas, lo que supuso el debut del cinco veces campeón del Tour de Francia, Miguel Induráin, en una Olimpiada. El ciclista navarro logró la medalla de oro, mientras que el también español Abraham Olano consiguió la de plata.
El fútbol contó con el debut de la rama femenina en unas olimpiadas. En la categoría masculina la medalla de oro fue para Nigeria, que sorprendió a todos tras vencer a Brasil y Argentina con una selección que contaba con Celestine Babayaro, Daniel Amokachi, Amunike y la revelación del torneo, el joven Nwankwo Kanu entre otros deportistas. En la categoría femenina el oro fue para Estados Unidos, con una selección liderada por Mia Hamm.

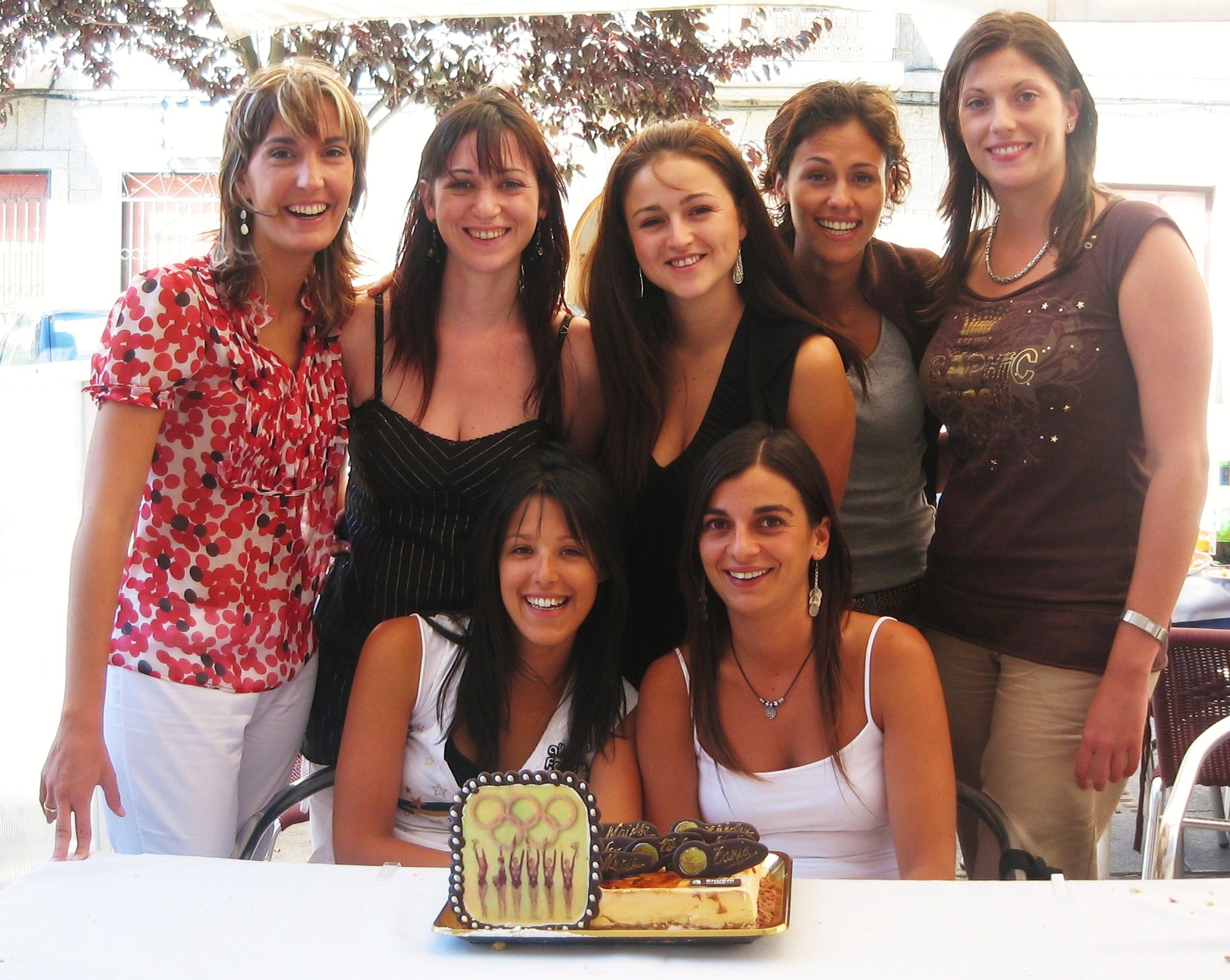
Las Niñas de Oro, gimnastas españolas campeonas olímpicas de conjuntos en Atlanta, en un reencuentro en 2006 con motivo del décimo aniversario de la medalla.

En gimnasia artística, en categoría femenina, la ucraniana Lilia Podkopayeva logró el primer lugar en la general individual, mientras que en categoría masculina, el primer lugar fue para Li Xiaoshuang. En el concurso por equipos en categoría femenina el triunfo fue para el equipo estadounidense formado por Amanda Borden, Amy Chow, Dominique Dawes, Shannon Miller, Dominique Moceanu, Jaycie Phelps, Liang Dongfem y Kerri Strug. Durante la final, la gimnasta estadounidense Kerri Strug, consiguió una alta puntuación en su último salto de potro fracturándose el tobillo y llevándolo a cabo a pesar ya haberlo tenido lesionado en su primer salto, lo que aseguró el primer lugar para el equipo estadounidense. En la categoría masculina, venció el equipo ruso, que estaba integrado por Serguéi Jarkov, Nikolai Kryukov, Alexei Nemov, Yevgeni Podgorny, Dimitri Trush, Dmitri Vasilenko y Alexei Voropaev.
En gimnasia rítmica, Ekaterina Serebrianskaya consiguió la medalla de oro en la general individual, mientras que en la modalidad de conjuntos, que debutaba en unos Juegos Olímpicos, el triunfo fue para el conjunto español formado por Marta Baldó, Nuria Cabanillas, Estela Giménez, Lorena Guréndez, Tania Lamarca y Estíbaliz Martínez. A su llegada a España, los medios de comunicación las bautizaron como las Niñas de Oro.
En natación, la irlandesa Michelle Smith logró tres medallas de oro y una de bronce en natación, y Amy Van Dyken logró en la piscina cuatro oros. En la categoría masculina, Aleksandr Popov logró para Rusia dos oros y dos platas. Otros deportistas que consiguieron 2 oros fueron el australiano Danyon Loader en estilo libre, y el ruso Denís Pankrátov en mariposa. En natación sincronizada el oro fue para el equipo estadounidense, en saltos de trampolín, China acaparó el medallero con la actuación destacada de Fu Mingxia en el femenino, y en waterpolo España logró la medalla de oro que no pudo conseguir en Barcelona 1992 tras vencer 7-5 a Croacia.
En tenis, Andre Agassi ganó la medalla de oro ante Sergi Bruguera, mientras que Lindsay Davenport se llevó el oro en femenino al vencer a Arantxa Sánchez Vicario. En tenis de mesa China logró ocho medallas y el oro en todas las categorías, con presencia destacada de Liu Guoliang y Deng Yaping.

## Deportes
| - Atletismo - Bádminton - Baloncesto - Balonmano - Béisbol - Boxeo - Ciclismo - Equitación - Esgrima - Fútbol | - Gimnasia - Halterofilia - Hockey hierba - Judo - Lucha - Natación - Natación sincronizada - Piragüismo - Pentatlón moderno - Remo | - Saltos - Sóftbol - Tenis - Tenis de Mesa - Tiro - Tiro con arco - Vela - Voleibol - Voleibol de playa - Waterpolo |

## Medallero
Estados Unidos copó el medallero olímpico con 101 metales, 44 de oro. Segunda en el medallero fue Rusia, que bajó significativamente el número de medallas logradas a 61, en parte debido a que competía por separado por primera vez desde hacía varios años, y obtuvo 61 medallas con 26 oros. Alemania fue el segundo país que más medallas logró (64), pero al tener menos oros (19) quedó en tercer lugar en el medallero. El país de habla hispana que más medallas logró fue Cuba con 25 metales, seguido por España con 17.
En estas olimpiadas varios países obtuvieron por primera vez medalla. Fueron Costa Rica , Armenia, Azerbaiyán, Bielorrusia, Burundi, Ecuador, Eslovaquia, Georgia, Hong Kong, Kazajistán, Moldavia, Mozambique, Tonga, Ucrania y Uzbekistán. En el caso de Hong Kong, la medalla fue de oro y lograda cuando la isla todavía era una colonia británica.
     País organizador (Estados Unidos)
| Núm. | País                 | Oro | Plata | Bronce | Total |
| ---- | -------------------- | --- | ----- | ------ | ----- |
| 1    | Estados Unidos (USA) | 44  | 32    | 25     | 101   |
| 2    | Rusia (RUS)          | 26  | 21    | 16     | 63    |
| 3    | Alemania (GER)       | 20  | 18    | 27     | 65    |
| 4    | China (CHN)          | 16  | 22    | 12     | 50    |
| 5    | Francia (FRA)        | 15  | 7     | 15     | 37    |
| 6    | Italia (ITA)         | 13  | 10    | 12     | 35    |
| 7    | Australia (AUS)      | 9   | 9     | 23     | 41    |
| 8    | Cuba (CUB)           | 9   | 8     | 8      | 25    |
| 9    | Ucrania (UKR)        | 9   | 2     | 12     | 23    |
| 10   | Corea del Sur (KOR)  | 7   | 15    | 5      | 27    |